# Hirigadde, Belur
Hirigadde là một làng thuộc tehsil Belur, huyện Hassan, bang Karnataka, Ấn Độ.